# عنکبوت لنکرانی
عنکبوت لَنکَرانی (انگلیسی: Opilio lepidus)
یک گونه از است عنکبوت‌های خرمن در خانواده خرمنیان است. در سال ۱۹۳۷ اعضای این گونه در لنکران جمهوری آذربایجان یافت شدند.